# Synne Jensen
Synne Sofie Kinden Jensen (Oslo, Noruega; 15 de febrero de 1996) es una futbolista noruega. Juega como delantera y su equipo actual es la Atlético de Madrid de la Liga F. Es internacional absoluta con Noruega desde 2014.

## Trayectoria

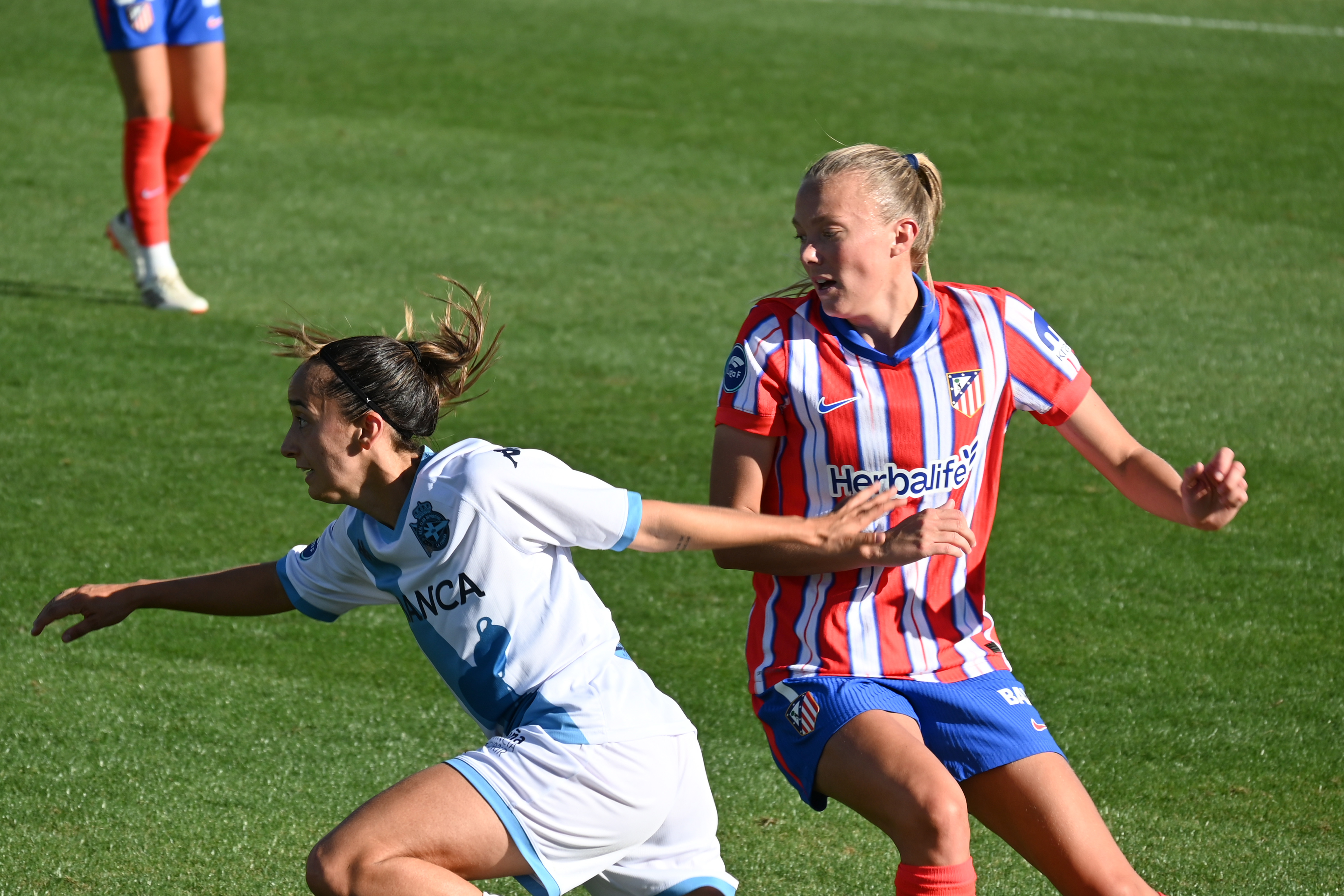
Jensen en septiembre de 2024

Jensen jugó en su juventud en el  Gjelleråsen IF. En 2011, con 16 años fichó por el LSK Kvinner FK. Debutó el 14 de abril de 2012 con victoria por 6-0 ante el SK Trondheims-Ørn en la Toppserien. En agosto de 2012 jugó cedida en el Linderud-Grei de la segunda categoría nacional, donde marcó 11 goles en 10 encuentros, mientras el Kvinner ganaba el campeonato noruego.
En 2013 regresó a Lillestrøm y jugó 8 encuentros en media temporada. En junio de ese mismo año fichó por el Kolbotn IL, donde permaneció dos años y ayudó al equipo a estar en la zona media-alte de la tabla. En 2013 marcó 5 goles en 12 partidos. En 2014 jugó 21 partidos y marcó 13 goles. En 2015 jugó media temporada y anotó 6 goles en 8 partidos.
Con 19 años Jensen fichó por el equipo filial del Wolfsburgo alemán. El entrenador Ralf Kellermann destacó su «enorme potencial para seguir desarrollándose.» Debutó el 29 de agosto de 2015 en la primera jornada de liga marcando un doblete contra el Jena con un resultado final de victoria por 8-0,y posteriormente jugó otros tres encuentros de Bundesliga. También jugó en la primera ronda de Copa, marcando 4 goles en una victoria por 18-0. Ese año debutó en Liga de Campeones jugando algunos minutos en dos encuentros. Fueron campeonas de Copa y subcampeonas de liga y Liga de Campeones.
En junio de 2016 Jensen fue cedida al Stabæk, acabando terceras en la Toppserien. Al acabar la temporada se quedó en el club noruego siendo parte del traspaso de Marie Dølvik Markussen al Wolfsburgo. Repitieron el tercer puesto en 2017 y cayeron al octavo puesto en 2018.
En 2019 fichó por el Røa IL, con el que fueron sextas. Jensen tuvo una actuación destacada y fue la segunda máxima goleadora del campeonato. En 2020 pasó al Vålerenga, con el que ganó el campeonato liguero y la Copa de Noruega en 2020. En 2021 fue la segunda máxima goleadora del campeonato liguero y revalidaron el título de Copa, aunque fueron cuartas en el torneo liguero. En invierno de 2022 fichó por la Real Sociedad, con la que logró el subcampeonato de liga. En la temporada 2023-24 fue su máxima goleadora, y lograron el subcampeonato de Copa de la Reina.
En 2024 fichó por el Atlético de Madrid. En su primer año en el conjunto rojiblanco fue jugadora de rotación, marcando 6 goles en 33 partidos. El Atlético de Madrid, dirigido este año por Víctor Martín, se clasificó para la Liga de Campeones en la última jornada y alcanzó la final de la Copa de la Reina, aunque cayó en la ronda previa de la competición europea y en la semifinal de la Supercopa.

## Selección nacional

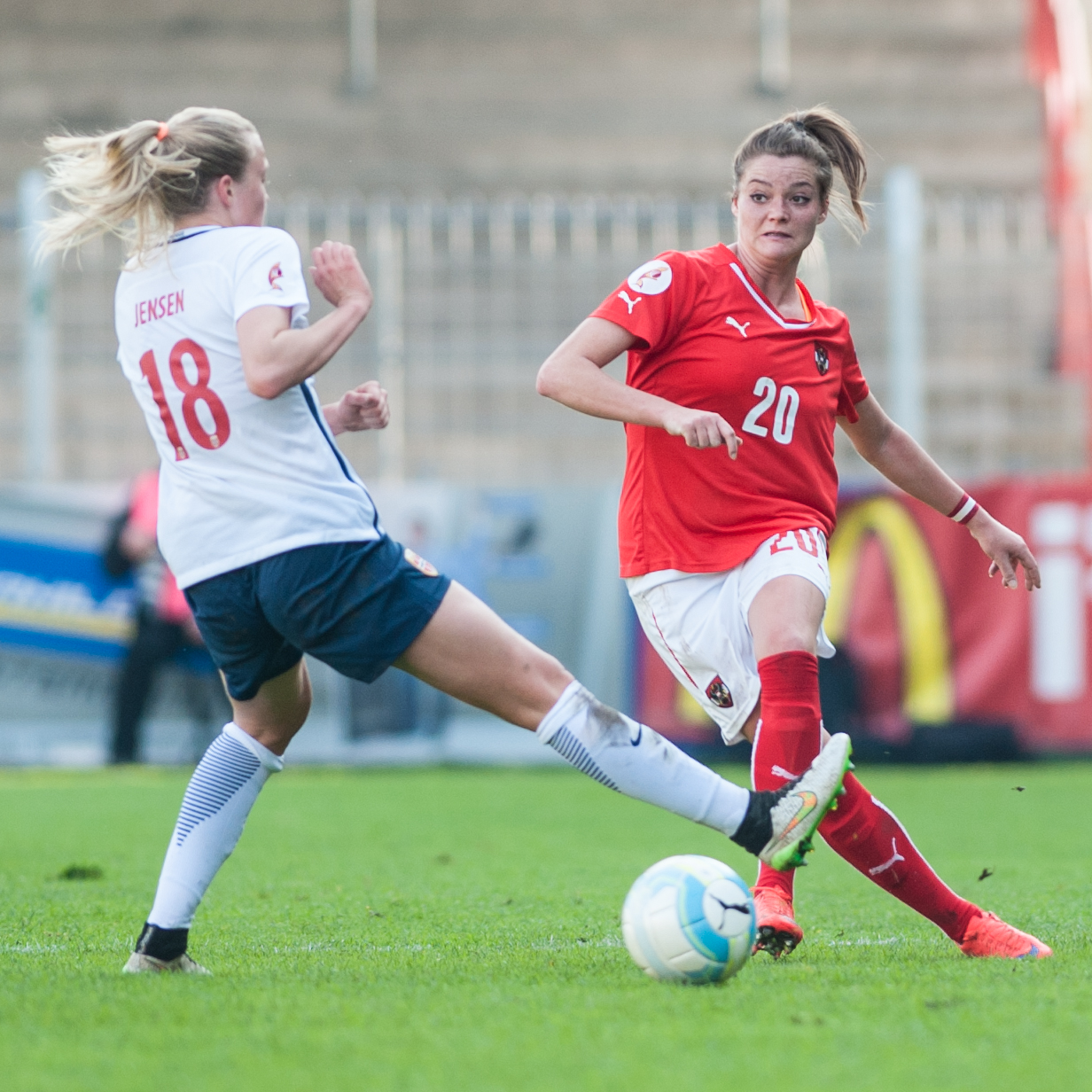
Jensen (de espaldas) jugando con la selección de Noruega contra Austria en 2016

### Categorías inferiores
Jensen debutó con la selección sub-15 el 24 de junio de 2010 en un partido amistoso ante Alemania. Ese mismo año jugó otros dos amistosos en la categoría y en 2011 ya debutó en las categorías sub-16 y sub-17, en la que jugó todos los partidos de la fase de clasificación del Campeonato Europeo de 2012, y Campeonato Europeo de 2013, en los que Noruega no se clasificó para la fase final.
En 2013 jugó la fase final del Europeo sub-19, en el que Noruega cayó en la fase de grupos y Jensen marcó dos goles ante Suecia. En 2014 volvió a jugar el campeonato, del que Noruega era sede y estaba clasificada de manera automática. Fueron campeonas de grupo y Jensen marcó un tanto ante Escocia, pero cayeron eliminadas en la semifinal ante España.
Después jugó la primera Ronda de clasificación para el Europeo sub-19 de 2015, pero empezó a jugar con la selección absoluta. 

### Selección absoluta
Debutó con la selección noruega el 25 de noviembre de 2014 ante Nueva Zelanda. Fue participando en encuentros amistosos y participó en los primeros partidos de la fase de clasificación para la Eurocopa de 2017 pero dejó de ser convocada en los partidos clasificactorios y sólo participó en partidos amistosos y torneos invitacionales a partir de 2016, así como partidos del equipo reserva. El 23 de enero de 2018 marcó sus primeros dos goles internacionales en un amistoso ante Islandia. En la Copa Algarve de 2020 volvió a marcar otros dos goles ante Dinamarca y Nueva Zelanda.
Tras volver a jugar con la selección sub-23 en febrero, en diciembre de 2024 regresó a la selección absoluta tras una ausencia de más de tres años. Marcó un gol en el partido de vuelta de los play-off ante Irlanda del Norte, en los que Noruega selló su clasificación para la Eurocopa.
Fue convocada para disputar la Fase final de la Eurocopa de 2025. Jugó unos minutos en el tiempo de descuento del primer partido ante Suiza con victoria por 2-1 a las anfitrionas. No participó en la siguiente victoria de Noruega ante Finlandia y volvió a disponer de algunos minutos en el tercer partido en el que ganaron por 4-3 a Islandia. Se clasificaron a cuartos de final como primeras de grupo. No jugó en los cuartos de final, en los que fueron eliminadas al perder por 2-1 ante Italia.

## Estadísticas

### Clubes
Actualizado al último partido jugado el 7 de junio de 2025.
| Club                        | Div.          | Temporada     | Liga  | Liga  | Liga   | Copas nacionales | Copas nacionales | Copas nacionales | Copas internacionales | Copas internacionales | Copas internacionales | Total | Total | Total  | Media goleadora |
| Club                        | Div.          | Temporada     | Part. | Goles | Asist. | Part.            | Goles            | Asist.           | Part.                 | Goles                 | Asist.                | Part. | Goles | Asist. | Media goleadora |
| --------------------------- | ------------- | ------------- | ----- | ----- | ------ | ---------------- | ---------------- | ---------------- | --------------------- | --------------------- | --------------------- | ----- | ----- | ------ | --------------- |
| LSK Kvinner FK · Noruega    |               |               |       |       |        |                  |                  |                  |                       |                       |                       |       |       |        |                 |
| 1.ª                         | 2012          | 13            | 0     |       | 2      | 1                |                  | -                | -                     | -                     | 15                    | 1     |       | 0.07   |                 |
| Linderud-Grei · Noruega     |               |               |       |       |        |                  |                  |                  |                       |                       |                       |       |       |        |                 |
| 2.ª                         | 2012          | 10            | 11    |       | -      | -                | -                | -                | -                     | -                     | 10                    | 11    |       | 1.10   |                 |
| Total club                  | Total club    | 10            | 11    |       |        |                  |                  |                  |                       |                       | 10                    | 11    |       | 1.10   |                 |
| LSK Kvinner FK · Noruega    |               |               |       |       |        |                  |                  |                  |                       |                       |                       |       |       |        |                 |
| 1.ª                         | 2013          | 8             | 0     |       | -      | -                | -                | -                | -                     | -                     | 8                     | 0     |       | 0.00   |                 |
| Total club                  | Total club    | 21            | 0     |       | 2      | 1                |                  |                  |                       |                       | 23                    | 1     |       | 0.04   |                 |
| Kolbotn IL · Noruega        |               |               |       |       |        |                  |                  |                  |                       |                       |                       |       |       |        |                 |
| 1.ª                         | 2013          | 12            | 5     |       | 1      | 0                |                  | -                | -                     | -                     | 13                    | 5     |       | 0.38   |                 |
| 1.ª                         | 2014          | 22            | 12    |       | 3      | 1                |                  | -                | -                     | -                     | 25                    | 13    |       | 0.52   |                 |
| 1.ª                         | 2015          | 8             | 6     |       | 1      | 0                |                  | -                | -                     | -                     | 9                     | 6     |       | 0.67   |                 |
| Total club                  | Total club    | 42            | 23    |       | 5      | 1                |                  |                  |                       |                       | 47                    | 24    |       | 0.51   |                 |
| VfL Wolfsburgo · Alemania   |               |               |       |       |        |                  |                  |                  |                       |                       |                       |       |       |        |                 |
| 1.ª                         | 2015-2016     | 4             | 1     |       | 1      | 4                |                  | 2                | 0                     | -                     | 7                     | 5     |       | 0.72   |                 |
| Total club                  | Total club    | 4             | 1     |       | 1      | 4                |                  | 2                | 0                     |                       | 7                     | 5     |       | 0.72   |                 |
| Stabæk · Noruega            |               |               |       |       |        |                  |                  |                  |                       |                       |                       |       |       |        |                 |
| 1.ª                         | 2016          | 8             | 1     |       | 1      | 0                |                  | -                | -                     | -                     | 9                     | 1     |       | 0.11   |                 |
| 1.ª                         | 2017          | 22            | 4     |       | 3      | 2                |                  | -                | -                     | -                     | 25                    | 6     |       | 0.24   |                 |
| 1.ª                         | 2018          | 22            | 5     |       | 2      | 3                |                  | -                | -                     | -                     | 24                    | 8     |       | 0.33   |                 |
| Total club                  | Total club    | 50            | 10    |       | 6      | 5                |                  |                  |                       |                       | 56                    | 15    |       | 0.27   |                 |
| Røa IL · Noruega            |               |               |       |       |        |                  |                  |                  |                       |                       |                       |       |       |        |                 |
| 1.ª                         | 2019          | 22            | 16    |       | 3      | 1                |                  | -                | -                     | -                     | 25                    | 17    |       | 0.68   |                 |
| Total club                  | Total club    | 22            | 16    |       | 3      | 1                |                  |                  |                       |                       | 25                    | 17    |       | 0.68   |                 |
| Vålerenga · Noruega         |               |               |       |       |        |                  |                  |                  |                       |                       |                       |       |       |        |                 |
| 1.ª                         | 2020          | 18            | 3     |       | 4      | 2                |                  | 2                | 2                     | -                     | 24                    | 7     |       | 0.29   |                 |
| 1.ª                         | 2021          | 18            | 11    |       | 5      | 2                |                  | 5                | 1                     | -                     | 28                    | 14    |       | 0.50   |                 |
| Total club                  | Total club    | 36            | 14    |       | 9      | 4                |                  | 7                | 3                     | -                     | 52                    | 21    |       | 0.40   |                 |
| Real Sociedad · España      |               |               |       |       |        |                  |                  |                  |                       |                       |                       |       |       |        |                 |
| 1.ª                         | 2021-22       | 13            | 1     | 0     | 2      | 0                |                  | -                | -                     | -                     | 15                    | 1     |       | 0.06   |                 |
| 1.ª                         | 2022-23       | 29            | 10    | 3     | 3      | 0                |                  | 2                | 1                     | 0                     | 34                    | 11    | 3+    | 0.32   |                 |
| 1.ª                         | 2023-24       | 28            | 14    | 3     | 5      | 2                |                  | -                | -                     | -                     | 33                    | 16    | 3+    | 0.48   |                 |
| Total club                  | Total club    | 70            | 25    | 6     | 10     | 2                |                  | 2                | 1                     | 0                     | 82                    | 28    | 6+    | 0.32   |                 |
| Atlético de Madrid · España |               |               |       |       |        |                  |                  |                  |                       |                       |                       |       |       |        |                 |
| 1.ª                         | 2024-25       | 27            | 4     | 0     | 4      | 2                | 1                | 2                | 1                     | 1                     | 34                    | 6     | 2     | 0.18   |                 |
| Total club                  | Total club    | 27            | 4     | 0     | 4      | 2                | 1                | 2                | 1                     | 1                     | 34                    | 6     | 2     | 0.18   |                 |
| Total carrera               | Total carrera | Total carrera | 282   | 104   | 6+     | 40               | 20               | 1+               | 13                    | 5                     | 1                     | 336   | 128   | 8+     | 0.38            |
| 1. 2. 3.                    |               |               |       |       |        |                  |                  |                  |                       |                       |                       |       |       |        |                 |

### Selecciones
Actualizado al último partido jugado el 10 de julio de 2025.
| Selecciones | Temporada | Europeo(4) | Europeo(4) | Europeo(4) | Mundial (5) | Mundial (5) | Mundial (5) | Amistosos | Amistosos | Amistosos | Total | Total | Total  | Media goleadora |
| Selecciones | Temporada | Part.      | Goles      | Asist.     | Part.       | Goles       | Asist.      | Part.     | Goles     | Asist.    | Part. | Goles | Asist. | Media goleadora |
| --- | --------- | ---------- | ---------- | ---------- | ----------- | ----------- | ----------- | --------- | --------- | --------- | ----- | ----- | ------ | --------------- |
| Sub-15 · Noruega | 2010      | -          | -          | -          | -           | -           | -           | 3         | 0         | ?         | 3     | 0     | ?      | 0.00            |
| Sub-15 · Noruega | 2011      | -          | -          | -          | -           | -           | -           | 2         | 1         | ?         | 2     | 1     | ?      | 0.50            |
| Sub-15 · Noruega | Total     |            |            |            |             |             |             | 5         | 1         | ?         | 5     | 1     | ?      | 0.20            |
| Sub-16 · Noruega | 2011      | -          | -          | -          | -           | -           | -           | 6         | 1         | ?         | 6     | 1     | ?      | 0.17            |
| Sub-16 · Noruega | 2012      | -          | -          | -          | -           | -           | -           | 4         | 1         | ?         | 4     | 1     | ?      | 0.25            |
| Sub-16 · Noruega | Total     |            |            |            |             |             |             | 10        | 2         | ?         | 10    | 2     | ?      | 0.20            |
| Sub-17 · Noruega | 2011      | 3          | 1          | ?          |             |             |             |           |           |           | 3     | 1     | ?      | 0.33            |
| Sub-17 · Noruega | 2012      | 6          | 8          | ?          |             |             |             | 3         | -         | ?         | 9     | 8     | ?      | 0.89            |
| Sub-17 · Noruega | 2013      | 2          | 1          | ?          |             |             |             | 2         | 4         | ?         | 4     | 5     | ?      | 1.20            |
| Sub-17 · Noruega | Total     | 11         | 10         | ?          |             |             |             | 5         | 4         | ?         | 16    | 14    | ?      | 0.88            |
| Sub-19 · Noruega | 2013      | 3          | 2          | ?          |             |             |             | 4         | 1         | ?         | 7     | 3     | ?      | 0.42            |
| Sub-19 · Noruega | 2014      | 4          | 1          | ?          |             |             |             | 11        | 7         | ?         | 15    | 8     | ?      | 0.53            |
| Sub-19 · Noruega | Total     | 7          | 3          | ?          |             |             |             | 15        | 8         | ?         | 22    | 11    | ?      | 0.50            |
| Sub-23 · Noruega | 2016      | -          | -          | -          | -           | -           | -           | 4         | 1         | ?         | 4     | 1     | ?      | 0.25            |
| Sub-23 · Noruega | 2017      | -          | -          | -          | -           | -           | -           | 2         | 1         | ?         | 2     | 1     | ?      | 0.50            |
| Sub-23 · Noruega | 2018      | -          | -          | -          | -           | -           | -           | 3         | 0         | ?         | 3     | -     | ?      | 0.00            |
| Sub-23 · Noruega | 2019      | -          | -          | -          | -           | -           | -           | 9         | 0         | ?         | 9     | -     | ?      | 0.00            |
| Sub-23 · Noruega | 2020      | -          | -          | -          | -           | -           | -           |           |           |           | -     | -     | -      | -               |
| Sub-23 · Noruega | 2021      | -          | -          | -          | -           | -           | -           |           |           |           | -     | -     | -      | -               |
| Sub-23 · Noruega | 2022      | -          | -          | -          | -           | -           | -           |           |           |           | -     | -     | -      | -               |
| Sub-23 · Noruega | 2023      | -          | -          | -          | -           | -           | -           | 3         | 0         | ?         | 3     | -     | ?      | 0.00            |
| Sub-23 · Noruega | 2024      | -          | -          | -          | -           | -           | -           | 1         | 2         | ?         | 1     | 2     | -      | 2.00            |
| Sub-23 · Noruega | Total     |            |            |            |             |             |             | 22        | 4         | ?         | 22    | 4     | ?      | 0.18            |
| Abs · Noruega | 2014      |            |            |            |             |             |             | 2         | 0         | ?         | 2     | -     | ?      | 0.00            |
| Abs · Noruega | 2015      | 2          | 0          | 0          |             |             |             | 2         | 0         | ?         | 4     | -     | ?      | 0.00            |
| Abs · Noruega | 2016      | 2          | 0          | 0          |             |             |             | 3         | 0         | ?         | 5     | -     | ?      | 0.00            |
| Abs · Noruega | 2017      |            |            |            |             |             |             | 5         | 0         | 0         | 5     | -     | -      | 0.00            |
| Abs · Noruega | 2018      |            |            |            | 1           | 0           | 0           | 5         | 2         | 0         | 6     | 2     | -      | 0.33            |
| Abs · Noruega | 2019      |            |            |            |             |             |             |           |           |           | -     | -     | -      | -               |
| Abs · Noruega | 2020      |            |            |            |             |             |             | 2         | 2         | 0         | 2     | 2     | -      | 1.00            |
| Abs · Noruega | 2021      |            |            |            |             |             |             | 1         | 0         | 0         | 1     | -     | -      | 0.00            |
| Abs · Noruega | 2022      |            |            |            |             |             |             |           |           |           | -     | -     | -      | -               |
| Abs · Noruega | 2023      |            |            |            |             |             |             |           |           |           | -     | -     | -      | -               |
| Abs · Noruega | 2024      | 1          | 1          | 0          |             |             |             |           |           |           | 1     | 1     | 0      | 1.00            |
| Abs · Noruega | 2025      | 6          | 0          | 0          |             |             |             |           |           |           | 6     | 0     | 0      | -               |
| Abs · Noruega | Total     | 11         | 1          | 0          | 1           | 0           | 0           | 20        | 4         |           | 32    | 5     |        | 0.16            |
| (4) Se incluyen partidos en Eurocopas, sus fases clasificatorias y Liga de las Naciones. No incluye Torneo de Exentos ni Torneo Desarrollo UEFA. (5) Se incluyen partidos en fases clasificatorias. |           |            |            |            |             |             |             |           |           |           |       |       |        |                 |

#### Participaciones en Eurocopas
| Competición            | Categoría          | Sede  | Resultado        | Partidos | Goles |
| ---------------------- | ------------------ | ----- | ---------------- | -------- | ----- |
| Eurocopa Femenina 2025 | Selección absoluta | Suiza | Cuartos de final | 2        | 0     |
| Total                  | –                  | –     | –                | 2        | 0     |

## Palmarés

### Campeonatos nacionales
| Título          | Club           | País     | Año     |
| --------------- | -------------- | -------- | ------- |
| Toppserien      | LSK Kvinner FK | Noruega  | 2012    |
| DFB-Pokal       | VfL Wolfsburgo | Alemania | 2015-16 |
| Toppserien      | Vålerenga      | Noruega  | 2020    |
| Copa de Noruega | Vålerenga      | Noruega  | 2020    |
| Copa de Noruega | Vålerenga      | Noruega  | 2021    |